# Сент-Джермейн (Вісконсин)
Сент-Джермейн (англ. St. Germain) — місто (англ. town) в США, в окрузі Вілас штату Вісконсин. Населення — 2083 особи (2020).

### Клімат
| Клімат : Сент-Джермейн | Клімат : Сент-Джермейн | Клімат : Сент-Джермейн | Клімат : Сент-Джермейн | Клімат : Сент-Джермейн | Клімат : Сент-Джермейн | Клімат : Сент-Джермейн | Клімат : Сент-Джермейн | Клімат : Сент-Джермейн | Клімат : Сент-Джермейн | Клімат : Сент-Джермейн | Клімат : Сент-Джермейн | Клімат : Сент-Джермейн | Клімат : Сент-Джермейн |
| Показник               | Січ.                   | Лют.                   | Бер.                   | Квіт.                  | Трав.                  | Черв.                  | Лип.                   | Серп.                  | Вер.                   | Жовт.                  | Лист.                  | Груд.                  | Рік                    |
| Середній максимум, °C  | −6,7                   | −3,9                   | 2,2                    | 10,0                   | 17,8                   | 22,2                   | 24,4                   | 22,8                   | 18,3                   | 11,1                   | 2,8                    | −4,4                   | 9,4                    |
| Середній мінімум, °C   | −17,2                  | −16,1                  | −9,4                   | −2,2                   | 5,0                    | 10,6                   | 13,3                   | 12,2                   | 7,8                    | 1,1                    | −5                     | −13,3                  | −1,1                   |
| Норма опадів, мм       | 33                     | 25                     | 43                     | 61                     | 89                     | 91                     | 102                    | 102                    | 102                    | 81                     | 51                     | 36                     | 813                    |
| ---------------------- | ---------------------- | ---------------------- | ---------------------- | ---------------------- | ---------------------- | ---------------------- | ---------------------- | ---------------------- | ---------------------- | ---------------------- | ---------------------- | ---------------------- | ---------------------- |
| Джерело: Weatherbase   |                        |                        |                        |                        |                        |                        |                        |                        |                        |                        |                        |                        |                        |

## Демографія
Згідно з переписом 2010 року, у місті мешкало 2085 осіб у 953 домогосподарствах у складі 665 родин. Було 2331 помешкання
Расовий склад населення:
| - 97,5 % — білих - 0,5 % — чорних або афроамериканців - 0,4 % — азіатів - 0,3 % — корінних американців |

До двох чи більше рас належало 1,2 %. Частка іспаномовних становила 1,2 % від усіх жителів.
За віковим діапазоном населення розподілялося таким чином: 16,1 % — особи молодші 18 років, 54,9 % — особи у віці 18—64 років, 29,0 % — особи у віці 65 років та старші. Медіана віку мешканця становила 52,2 року. На 100 осіб жіночої статі у місті припадало 103,4 чоловіків;  на 100 жінок у віці від 18 років та старших — 101,8 чоловіків також старших 18 років.
Середній дохід на одне домашнє господарство  становив 55 836 доларів США (медіана — 40 000), а середній дохід на одну сім'ю — 69 914 долари (медіана — 52 031). Медіана доходів становила 40 089 доларів для чоловіків та 32 614 долари для жінок. За межею бідності перебувало 11,5 % осіб, у тому числі 9,2 % дітей у віці до 18 років та 6,3 % осіб у віці 65 років та старших.
Цивільне працевлаштоване населення становило 744 особи. Основні галузі зайнятості: мистецтво, розваги та відпочинок — 22,4 %, роздрібна торгівля — 16,9 %, освіта, охорона здоров'я та соціальна допомога — 16,0 %.